# Macaranga noblei
Macaranga noblei är en törelväxtart som beskrevs av Adolph Daniel Edward Elmer. Macaranga noblei ingår i släktet Macaranga och familjen törelväxter.
Artens utbredningsområde är Filippinerna. Inga underarter finns listade i Catalogue of Life.